# Alberto Del Rio

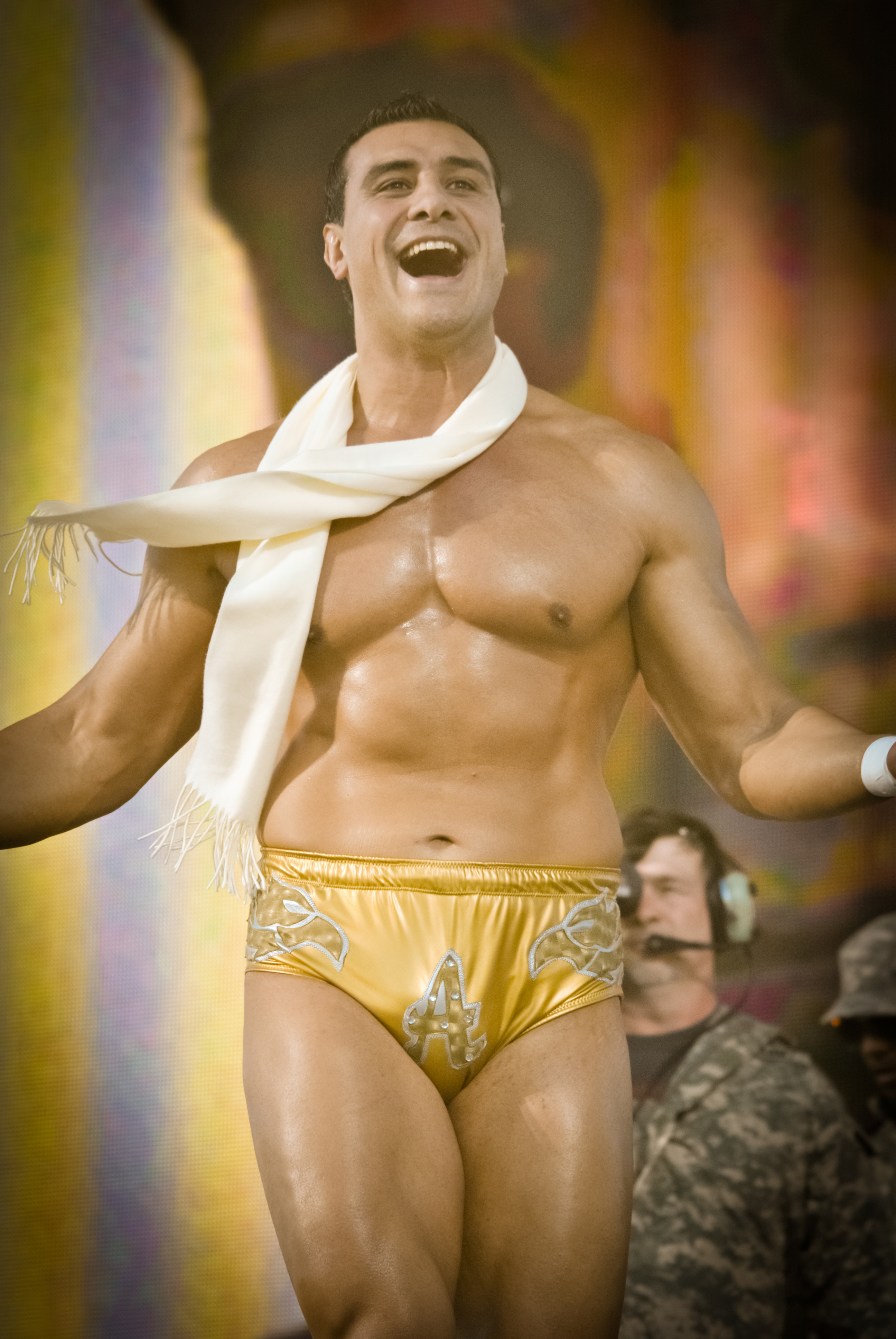
Del Rio, 2010

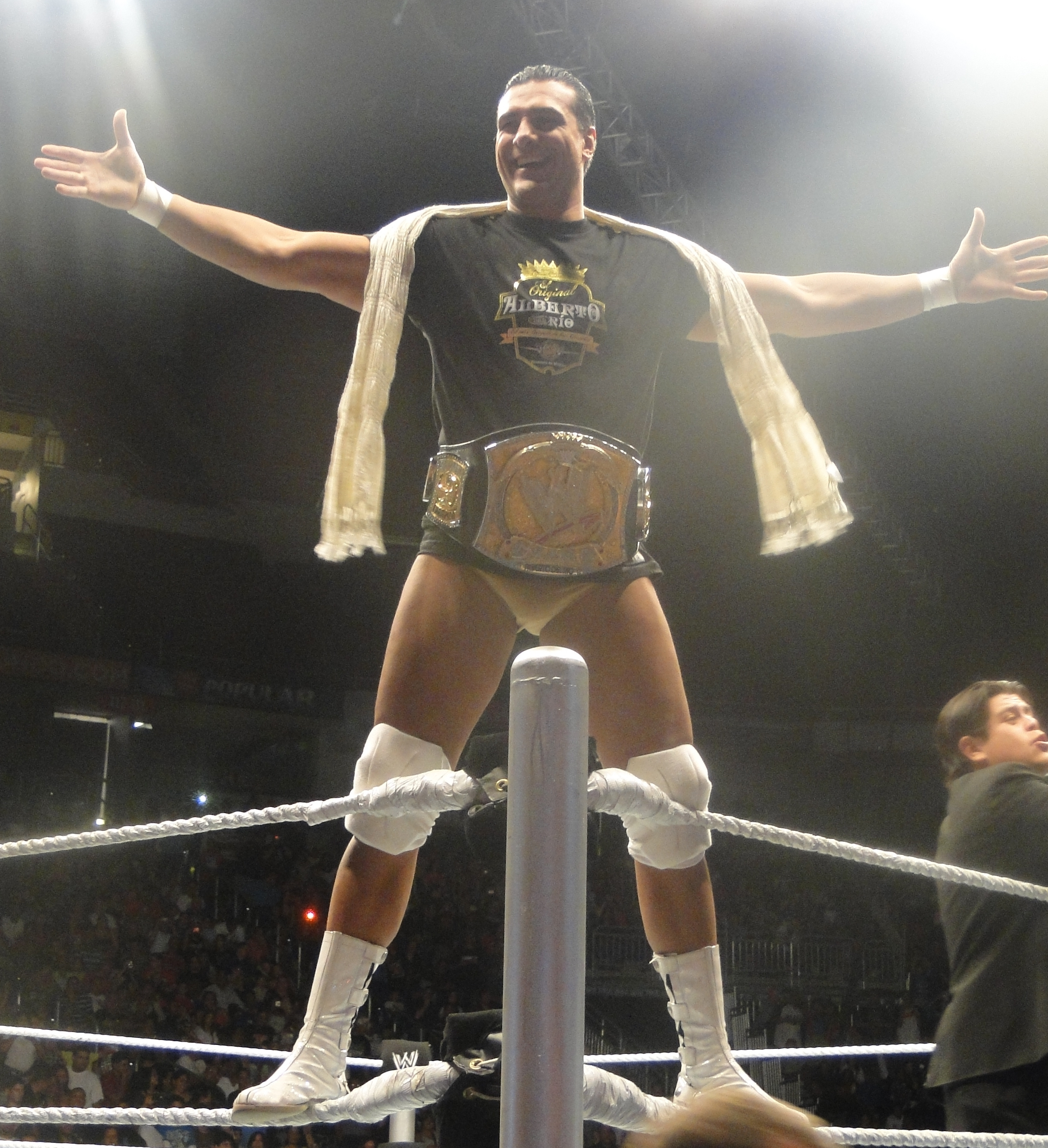
WWE bajnok, 2011

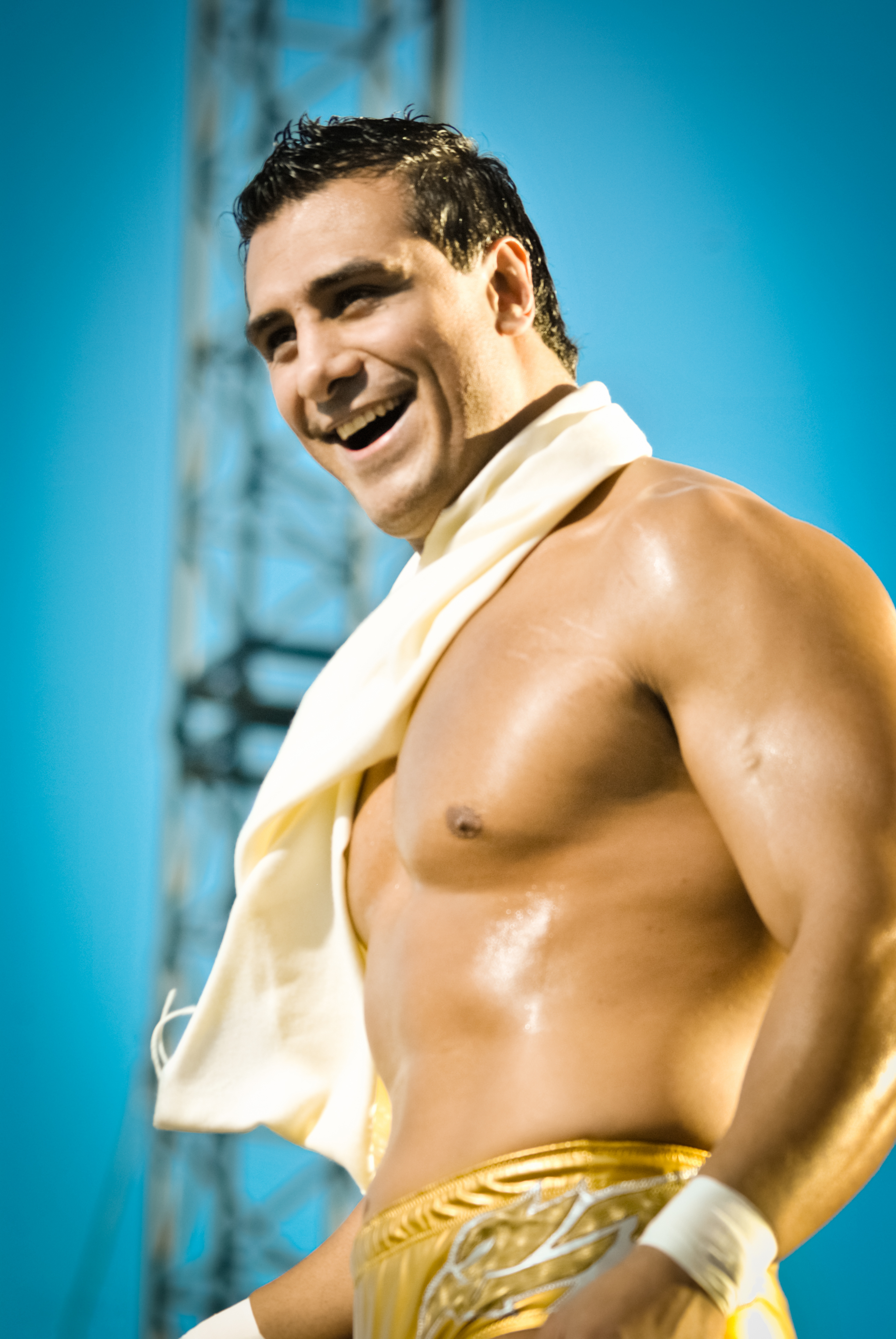
Del Rio a "Tribute to the Troops"-on, 2010

José Alberto Rodríguez, ismertebb nevén Alberto Del Rio (1977. május 25. –) mexikói pankrátor, korábbi vegyes harcművész és luchador. Pályafutása kezdetén El Patrón néven birkózott az Asistencia Asesoría y Administración (AAA), a Ring of Honor (ROH) és a Lucha Underground-nál. Mexikóban és Japánban a Dos Caras nevet használta, hogy sikert érjen el a Consejo Mundial de Lucha Libre (CMLL)-nél.
Rodríguez hétszeres világbajnok: a WWE bajnoki címet kétszer, a WWE nehézsúlyú világbajnoki címet kétszer, a CMLL világbajnoki címet egyszer, a WWL világbajnoki címet egyszer valamint az AAA Mega-bajnoki címet egyszer nyerte meg. Rodríguez emellett megnyerte a 2011-es Royal Rumble-t, valamint ugyanebben az évben megnyerte a Money in the Bank létrameccset is. Eddig ő az első és egyetlen birkózó, aki ugyan abban naptári évben megnyerte mindkét rendezvényt. Del Rio 2015 októberében megnyerte a WWE országos bajnoki címet is.

## Profi pankrátor karrier
Rodríguez az Universidad Autónoma de San Luis Potosí egyetemen végzett, ahol diplomát szerzett építészetből. A családban lévő birkózók hatására Rodríguez úgy döntött, hogy a görög-római birkózással fog foglalkozni; edzője Leonel Kolesni és Juan Fernández lett. Bekerült a mexikói válogatottba, valamint 1997-ben harmadik helyezést ért el a Junior Világbajnokságon. A Pánamerikai játékokon háromszor nyert érmet. 
A 2000-es nyári olimpián versenyzett volna Sydney-ben, de a finanszírozás és támogatás hiánya miatt Mexikó nem küldött birkózó csapat abban az évben. Rodríguez ezt követően Caras néven debütált 2000. május 9-én az Asistencia Asesoría y Administración (AAA)-nál. Az elkövetkező néhány évben Mexikóban és Japánban is dolgozott, hogy tapasztalatot szerezzen a ringben. 2005-ben Rodríguez aláírt egy szerződést a Consejo Mundial de Lucha Libre (CMLL)-el, majd megnyerte a CMLL nehézsúlyú világbajnoki címet. 2006-ban részt vett a La Copa Junior versenyen, amit megnyert. 
2008 őszén a World Wrestling Entertainment (WWE) szerződést ajánlott neki, de inkább maradt CMLL-nél. 2010. június 17-én viszont meggondolta magát, és hároméves szerződést kötött a WWE-vel. 2010. június 25-én debütált a WWE SmackDown műsorában, ahol egy arrogáns gazdag mexikói arisztokratát alakított. A ringhez mindig drága luxusautókkal érkezett, valamint volt egy személyes felkonferálója is, Ricardo Rodriguez személyében. 
Kezdetekben Rey Mysterio-val rivalizált, aki szintén egy mexikói pankrátor volt. 2011 januárjában megnyerte a Royal Rumblet, melynek eredményeképp versenyezhetett a WWE bajnoki címért a WrestleMania XXVII-en, de ott vereséget szenvedett Edge-től. Július 17-én megnyerte a Money in the Bank létrameccset, s vele együtt azt a táskát, amit bárhol és bármikor beválthat egy címmeccsre. Több sikertelen próbálkozás után augusztus 14-én beváltotta a táskát CM Punk ellen a SummerSlam-en, így ő lett az új és az első mexikói születésű WWE bajnok. 
Szeptember 18-án Del Rio elvesztette az övet John Cena ellen, viszont visszanyerte október 2-án a Hell in a Cell rendezvényen. Sokáig nem örülhetett neki, hiszen november 20-án ismét elveszítette, immár CM Punk ellen. Decemberben izomszakadás miatt műtétre, és több hetes kényszerpihenőre vonult. 2012 februárjában tért vissza, és Sheamus-el kezdett el rivalizálni. Az év folyamán többször összecsapott vele a nehézsúlyú világbajnoki címért, de nem sikerült megszereznie; 2013. január 11-én viszont legyőzte a Big Show-t a SmackDown-ban, így megnyerte a nehézsúlyú világbajnoki címet. Sokszor megvédte, többek között a WrestleMania 29-en is Jack Swagger ellen. 
Április elején Dolph Ziggler egy RAW-on elvette tőle az övet, de 2013. június 16-án legyőzte Zigglert a Payback rendezvényen, így ismét nehézsúlyú világbajnoknak tudhatta magát. 133 napos uralkodásának John Cena vetett véget, majd ezt követően a nemrég visszatért Batista-val, később pedig Dolph Ziggler-el került összetűzésbe. Az utolsó megjelenése a WWE-nél 2014. augusztus 5-én volt egy Main Event-en, ahol Del Rio legyőzte Jack Swagger-t. Két nappal később, augusztus 7-én a WWE bejelentette, hogy Del Rio kirúgták a cégtől "szakszerűtlen magatartás"; állítólag egy rasszista vicc miatt. 
Miután kirúgták a WWE-től, visszatért az AAA szervezethez, majd El Patrón Alberto néven 2014. december 7-én megnyerte az AAA Mega bajnoki címet. 2015 januárjában részt vett a World Wrestling League-ben, majd megnyerte a WWL nehézsúlyú világbajnoki címet. 2015 májusában Myzteziz és Rey Mysterio Jr.-al megalakította a "Dream Team" csapatot, majd részt vettek az AAA Lucha Libre világbajnokságon. A trió végül megnyerte a versenyt, a döntőben Johnny Mundo, Matt Hardy és Mr. Anderson trióját győzték le. Del Rio megfordult a Ring of Honor (ROH)-nál, a Lucha Underground-nál és a World Wrestling Council (WWC)-nál is, majd 2015. október 25-én visszatért a WWE-be a Hell in a Cell eseményen. Itt legyőzte John Cena-t és megnyerte az WWE országos bajnoki címet; újdonsült menedzsere Zeb Colter lett. 
November 30-án Del Rio csatlakozott Sheamus csapatához, a Népszövetséghez (League of Nations), majd egy héttel később véget ért a kapcsolata Zeb Colter-el. 2015 decemberében megvédte országos bajnoki címét Jack Swagger ellen a TLC-n. 2016. január 11-én megrendezett RAW-on elvesztette az országos bajnoki címet Kalisto ellen, de január 14-én visszaszerezte a SmackDown-ban. A 2016-os Royal Rumble-n ismét összecsaptak, s Del Rio ismét elbukta a címet. Márciustól a The New Day (Big E, Kofi Kingston, Xavier Woods) csapattal rivalizáltak, de nem sikerült megszerezniük a Tag Team bajnoki címet. Több sikertelen próbálkozás után a Népszövetség április 28-án feloszlott.
Utolsó megjelenése a WWE-ben augusztus 16-án volt a SmackDown-ban, ahol Del Rio legyőzte John Cena-t. Augusztus 18-án a WWE felfüggesztette őt, mivel megsértette a WWE wellness politikát. Rodríguez elégedetlen volt a pozícióját illetően a vállalaton belül, mivel szerinte csak üres ígéreteket kapott. Szeptember 9-én a WWE hivatalosan is bejelentette, hogy Del Rio ismét elhagyta a szervezetet. Távozása után visszavette az "Alberto El Patrón" ringnevet. Tervei szerint októberben visszatért volna az AAA szervezethez a "Héroes Inmortales X" gálára, itt azonban nem jelent meg. A következő napon, Rodríguez állítása szerint egy étteremben megtámadták, és a karján több sérülést szenvedett, ezért nem tudott megjelenni az eseményen. Az év végén a WhatCulture Pro Wrestling (WCPW) szervezetnél tűnt fel, ahol legyőzte Johnny Mundo-t.

## Eredményei
- AAA Mega Championship (1x)
- Lucha Libre World Cup (2015) – Csapattársai: Myzteziz és Rey Mysterio Jr.
- CMLL World Heavyweight Championship (1x)
- WWL World Heavyweight Championship (1x)
- World Heavyweight Championship (2x)
  - 2013.01.11.: Legyőzte a Big Show-t a SmackDown-ban.
  - 2013.06.16.: Legyőzte Dolph Ziggler-t a Payback-en.
- WWE Championship (2x)
  - 2011.08.14.: SummerSlam-en beváltotta a MIB táskát CM Punk ellen.
  - 2011.10.02.: Legyőzte John Cena-t a Hell in a Cell-en.
- WWE United States Championship (2x)
  - 2015. 10.25.: Legyőzte John Cena-t a Hell in a Cell-en.
  - 2016.01.14.: Legyőzte Kalisto-t a SmackDown-ban.
- Bragging Rights Trophy (2010) – SmackDown csapatával (Big Show, Rey Mysterio, Jack Swagger, Edge, Tyler Reks, és Kofi Kingston)
- Money in the Bank győzelem (Raw 2011)
- Royal Rumble győzelem (2011)

## Befejező mozdulatai
- Keresztező erőkar (Cross armbreaker)
- Enziguri (Sh! Kick)

## Bevonuló zenéi
- Mariachi Real de Mexico és Jim Johnston – "Realeza" (WWE; 2010. augusztus 20. – 2013. március 11.; 2014. február 10. – 2014. április 7.; 2015. október 25. – napjainkig)
- Mariachi Real de Mexico és Jim Johnston – "Realeza 2013" (WWE; 2013. március 18. – 2014. február 3.; 2015. október 25. – 2015. november 9.)
- Molotov – "Frijolero" (w/ Realeza Intro) (AAA; 2014-2015)
- CFO$ – "Hellfire" (WWE; November 30, 2015 – (2015. december 3.; The League of Nations csapat tagjaként)
- Jim Johnston – "A League of Their Own" (WWE; 2015. december 7. – napjainkig; The League of Nations csapat tagjaként)

## Magánélete
Rodríguez az egyik legismertebb mexikói birkózó családhoz tartozik: unokaöccse Mil Máscaras és Sicodelico, unokatestvére Sicodelico Jr. és Hijo de Sicodelico. Öccse, Guillermo aláírt a WWE-vel egy szerződést 2012 augusztusában, nevét pedig Memo Montenegro-ra változtatta. 
Del Rio nős, három gyermeke van: fia Joseph (született 2010. április 17-én), valamint két lánya Estephanie és Sophie. Ő támogatja és szurkol a Real Madrid C.F.-nek. 2016. május közepén egy internetes képről kiderült, hogy egy WWE pankrátorral, Paige-el járt; akit 2016 októberében el is jegyzett.

## Fordítás
Ez a szócikk részben vagy egészben  az   Alberto_Del_Rio című angol Wikipédia-szócikk fordításán alapul.  Az eredeti cikk szerkesztőit annak laptörténete sorolja fel. Ez a jelzés csupán a megfogalmazás eredetét és a szerzői jogokat jelzi, nem szolgál a cikkben szereplő információk forrásmegjelöléseként.